# 革步乡
革步乡，是中华人民共和国广西壮族自治区百色市隆林各族自治县下辖的一个乡镇级行政单位。

## 行政区划
革步乡下辖以下地区：
革步村、平安村、央索村、坡血村、向阳村、领好村、红染村、者彦村、作腾村、者江村、弄保村、那弄村、红岩村、蒙里村和马用村。